# Steffen Kverneland

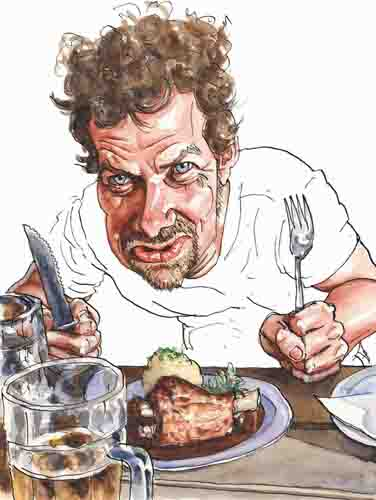
Självporträtt av Steffen Kverneland.

Steffen Kverneland, född 13 januari 1963 i Haugesund, är en norsk serietecknare, tecknare och författare. Han är mest känd för sina "amputerade" klassiker där han förkortat och gjort om klassiska böcker till serieformat.

## Utmärkelser
Kverneland fick priset Urhunden 2008 för bästa översatta seriebok till svenska, tillsammans med Lars Fiske, för boken Olaf G. (som handlar om den norske bildkonstnären Olaf Gulbransson).
För boken Munch fick Kverneland 2013 Bragepriset för bästa faktalitteratur.
Han mottog 2017 Svenska serieakademins internationella Adamsonstatyett för sitt samlade författarskap.